# Annie Diederichsen
Annie Diederichsen, geb. Roters (* 14. November 1855 in Bremerhaven; † 23. Juli 1925 in Bremen) war eine deutsche Schriftstellerin und Redakteurin. 

## Biografie
Diederichsen war die Tochter des Kolonialwarenhändlers mit einer Manufaktur Carl Rudolf Friedrich Roters und seiner Frau Frieda; das Paar hatte drei Kinder. Sie heiratete den Kaufmann und Fabrikanten Matthias Diederichsen. Nach dem Tod ihres Mannes zog sie 1905 nach Bremen (Am Dobben).
1902 veröffentlichte sie ihren ersten Gedichtband. Es folgten 1906 eine Sammlung von Erzählungen und 1908 ein in Scheeßel uraufgeführtes Trachtenfestspiel. Seit 1908 war sie bis 1925 (†) beim Schünemann Verlag Mitarbeiterin in der Redaktion der Zeitschrift Niedersachsen, in der Künstler und Heimatforscher von regionaler Bedeutung berichteten. Ihr romantisierender Heimatstil war im Ersten Weltkrieg kriegsverherrlichend.

## Werke
- 1902: Gedichtband
- 1906: Erzählungen
- 1908: Trachtenfestspiel+
- 1915: Gedicht zur Hindenburgfeier
- ?: Für Menschen mit Kinderherzen – Plaudereien aus unserer Kinderstube. Schünemann Verlag, Bremen